# SS Marquette
SS Marquette («Марке́тт») — британский 7057-тонный войсковой транспорт, был потоплен торпедой в Эгейском море в 67 км к югу от греческого города Салоники немецкой подводной лодкой U-35; при крушении погибло 167 человек.

## До катастрофы
Изначально судно именовалось SS Boadicea («Боудикка»), но вскоре после завершения строительства его выкупила компания «Atlantic Transport Line», которой нужны были суда вместо реквизированных на испанско-американскую войну. Под своим первым именем судно совершило всего один рейс, после чего было выкуплено и переименовано в Marquette 15 сентября 1898 года.
Судно вышло из Александрии 19 октября 1915 года в сопровождении французского эсминца, который покинул Marquette 22 октября. В день потопления на Marquette находился 741 человек; 95 членов экипажа, 6 египтян, 1-й новозеландский стационарный госпиталь (36 военных медицинских сестёр, 12 офицеров и 143 военных прочих званий), а также британская рота подвоза боеприпасов 29-й пехотной дивизии (10 офицеров и 439 военных прочих званий). Кроме того, на борту находились 491 мул и 50 лошадей. Капитан Джон Белл Финдлей был штурманом.

## Крушение
23 октября 1915 года в 9 утра транспорт был торпедирован немецкой подлодкой. Выжившие начали спешно погружаться в спасательные шлюпки и покидать Marquette, причём одна из шлюпок упала на эвакуирующихся и убила одного человека. Судно затонуло за 10 минут, при этом на палубе оставались четыре медицинские сестры (две из них выжили) и несколько военных. Многие из выживших при попадании торпеды погибли в холодной воде. Большинство выживших были приняты на борт британского минного тральщика TSS Lynx и двух французских эсминцев класса «Клеймор» Mortier и Tirailler.
Всего в результате кораблекрушения погибло 29 членов экипажа, 10 медицинских сестёр и 128 военных, 32 из погибших происходили из Новой Зеландии: 19 военных медиков, три пехотинца и все медицинские сёстры. Все трое рядовых работали санитарами.
Смерть медсестёр вызвала общественное осуждение британских властей в Новой Зеландии. Их обвиняли в том, что перевозить госпиталь на военном транспорте не следовало — особенно учитывая, что пустое госпитальное судно Grantilly Castle отплыло из Египта в Салоники в тот же день. Для новозеландской службы медицинских сестёр крушение Marquette стало самой большой потерей личного состава за всю войну. Правительство Новой Зеландии после инцидента обратилось к военному министерству с запросом о перевозке медицинских работников на госпитальных судах при наличии такой возможности.
Следственная комиссия рассмотрела происшествие на крейсере HMS Talbot в Салониках 26 октября. В отчёте, выпущенном 3 ноября, комиссия пришла к выводу, что привлекать к ответственности никого не следует.

## Память
Имена погибших высечены на кладбище Микра в Греции. Памяти трёх погибших медицинских сестёр из Крайстчерча посвящена мемориальная часовня при Госпитале Крайстчерча.
В 2009 году греческие водолазы обнаружили остов судна на глубине 87 метров.